# James Iredell, Jr.
James Iredell, Jr. (Chowan megye, 1788. november 2. – Edenton, 1853. április 13.) az Amerikai Egyesült Államok szenátora (Észak-Karolina, 1828–1831).